# Ozarycze (obwód brzeski)
Ozarycze (biał. Азарычы; ros. Озаричи) – wieś na Białorusi, w obwodzie brzeskim, w rejonie pińskim, w sielsowiecie Waliszcze.
W XVIII w. hetman wielki litewski Michał Kazimierz Ogiński fundował tu cerkiew unicką, w czasie zaborów przejętą przez prawosławnych.
W dwudziestoleciu międzywojennym leżały w Polsce, w województwie poleskim, w powiecie kosowskim/iwacewickim, w gminie Telechany. Po II wojnie światowej w granicach Związku Sowieckiego. Od 1991 w niepodległej Białorusi.